# Spector (компания)
Spector — американская компания по производству гитар. Основана в 1974 году в Бруклине, Нью-Йорк. С 1987 года находится в Вудстоке, штат Нью-Йорк.

## История
В 1976 году Стюарт Спектор и Алан Чарни основали собственную компанию. Они оба были членами бруклинского столярного кооператива. Свою первую гитару Стюарт Спектор изготовил вручную в собственной квартире в 1974 году. В 1976 он начал поставлять гитары в магазин Gracin Music на 48-й улице в Манхэттене. В число первых продуктов компании входили электрогитары G-1 и басы SB-1. Ещё один член кооператива Нед Стейнбергер, получивший образование в направлении дизайна мебели, заинтересовался работой Спектора и предложил разработать новый инструмент. В результате совместной работы появилась бас-гитара NS с эргономичными закруглёнными формами и сквозным грифом. Первый инструмент NS-1 был изготовлен вручную в марте 1977 года, а следующая модель NS-2, отличавшаяся двумя звукоснимателями, была выпущена в 1979 году.
К 1977 году производство Спектора расширилось, он арендовал целый этаж в помещении кооператива. Первым сотрудником, полностью работавшим на Спектора, был Винни Фодера, который позже начал выпускать собственную линейку бас-гитар Fodera. После подписания контракта на поставку гитарных грифов с компанией DiMarzio из Статен-Айленда Спектор озаботился массовым производством инструментов. Было разработано оборудование для шлифования грифов и монтажа ладов. В 1982 году на работу был принят Гарольд Каффнер, менеджер по продажам Spector. Число американских и зарубежных дилеров и дистрибьюторов выросло. Одним из известных музыкантов, использовавших бас-гитары Spector, был Стинг, игравший на  NS-2  в концертном туре Synchronicity.
В конце 1985 года бренд Spector выкупила компания Kramer Guitars из Нептьюна, Нью-Джерси. Всё оборудование было перевезено на фабрику Kramer. Стюарт и Алан продолжали работать в новой организации. К 1990 году компания Kramer обанкротилась и производство гитар Spector было прекращено.
После двухлетнего перерыва Стюарт Спектор основал новую компанию Stuart Spector Designs Ltd, в предместьи Вудстока, штат Нью-Йорк. Первой новой моделью была бас-гитара SD, презентованная на NAMM Show в Атлантик-Сити, штат Нью-Джерси. У Спектора появился деловой партнёр Пи-Джей Рубал. После поездки в Чехословакию в 1987 году Крамер стал сотрудничать с фабрикой, позже получившей название NBE Corp. Бас-гитары Spector производились в Европе и продавались по всему миру. В 1998 году Спектор выкупил права на товарный знак Spector и возобновил производство бас-гитар в их оригинальном виде.
Американские бас-гитары и гитары производятся недалеко от Вудстока, Нью-Йорк. После 2006 года выпускаются электрогитары ARC6 и Kenmare, а также бас-гитара CTB. Начиная с 2015 года, Korg USA управляет дистрибьюцией импортных басов в США и Канаде, которая включает в себя популярные европейские бас-гитары, произведённые в Чехии, а также азиатскую серию Legend. В начале 2019 года было объявлено, что Стюарт Спектор ушёл на пенсию, а компания была продана Korg USA. Бывший совладелец Пи-Джей Рубал остался в компании.